# Kaïn (département)
Pour les articles homonymes, voir Kain (homonymie).

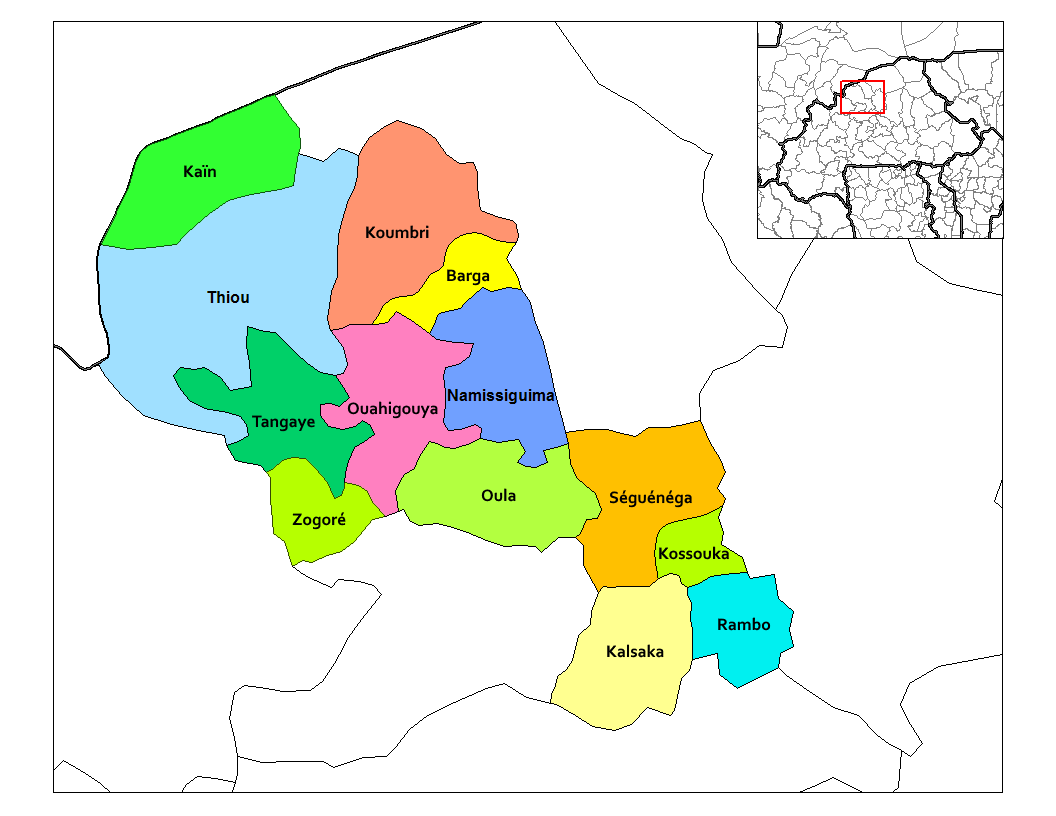
Carte des départements de la province du Yatenga.

Kaïn ou Kain est un département de la province du Yatenga, situé dans la région du Nord au Burkina Faso, à proximité de la frontière avec le Mali. 

## Population
Lors du recensement de 2006, on y a comptabilisé 11 290 habitants.

## Villes
Le département se compose d'un chef-lieu :
- Kaïn

et de onze villages :
- Alhamdou
- Doré
- Doubaré
- Kaïn-Ouro
- Mougounougoboko
- Nénébouro
- Nimborou
- Sikendé
- Thou
- Tiendré
- Yensé